# زرندین سفلی
زرندین سفلی، روستایی است از توابع بخش مرکزی شهرستان نکا در استان مازندران ایران.

## جمعیت
این روستا در دهستان پی‌رجه قرار دارد و براساس سرشماری مرکز آمار ایران در سال ۱۳۸۵، جمعیت آن ۲۱۶۶ نفر (۵۷۲خانوار) بوده‌است.